# 笹子峠
笹子峠（ささごとうげ）は、山梨県大月市と甲州市の境にある峠。標高1,096m。

## 歴史
甲州街道の江戸と下諏訪のほぼ中間の、黒野田宿と駒飼宿の間にあたり、同街道の最大の難所と言われた。
1880年（明治13年）明治天皇の山梨巡幸の際には、峠上から少し下った大月側の甘酒茶屋で休憩を取ったことから、後年、茶屋跡に「明治天皇御野立所跡」という石碑が建てられた。
1920年（大正9年）旧道路法の施行により甲州街道は国道8号（現在の国道20号）に指定されるが、笹子峠経由にはならず大月から富士吉田を経由して御坂峠を越える（現在の国道137号、139号）ルートになったため県道に降格される。
1938年（昭和13年）峠の頂上のほぼ真下を貫く笹子隧道（全長：240m）が開通。1952年（昭和27年）、新道路法制定に伴い国道8号が国道20号に変更された際に御坂峠越えから再び笹子峠越えにルートが変更される。1958年（昭和33年）には新笹子隧道（トンネル）（全長：2,953m）が開通したことで、国道20号はこの峠道を通らなくなり、峠道は山梨県道212号日影笹子線とされた。

## 矢立ての杉

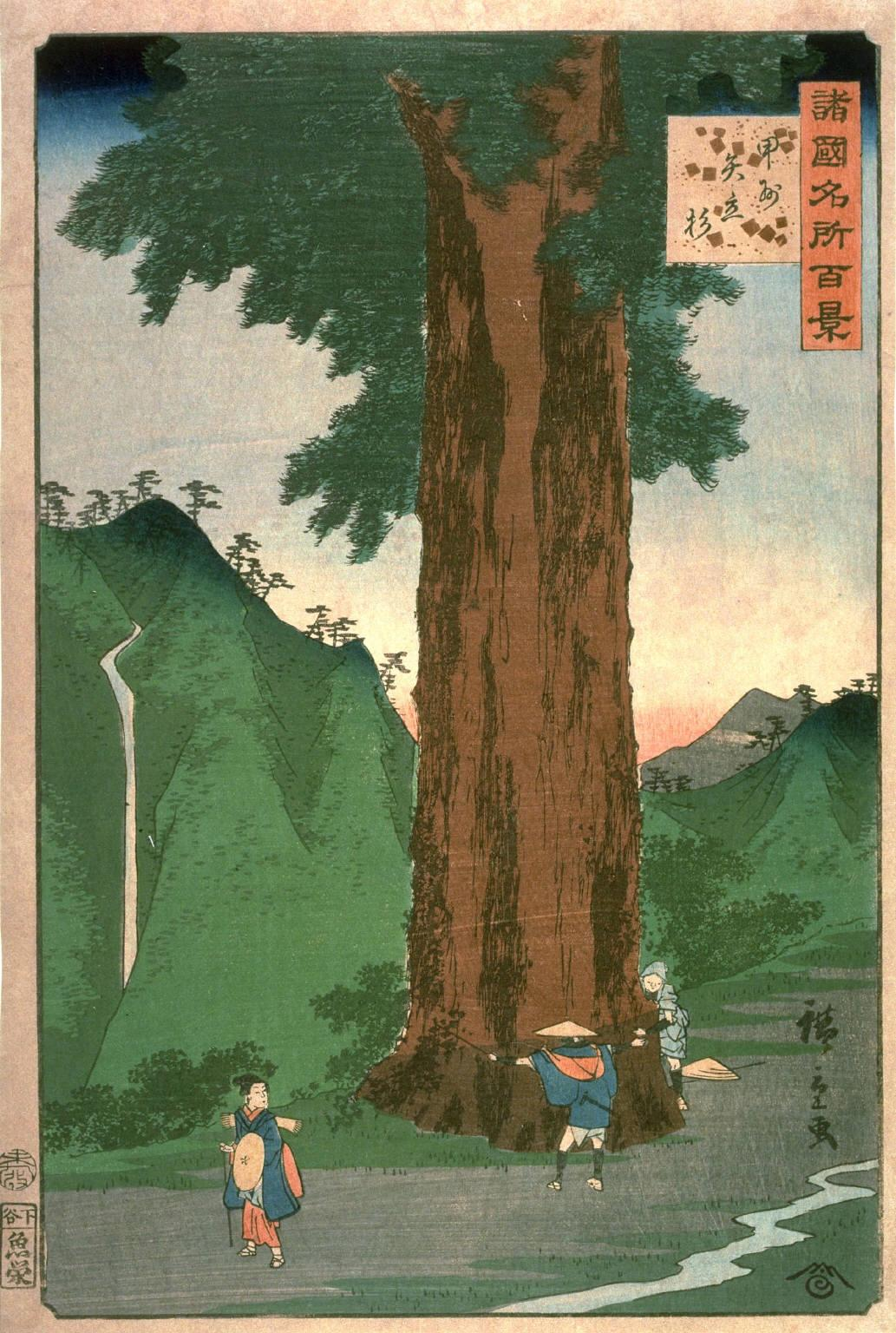
二代広重『諸国名所百景 甲州矢立の杉』

笹子峠の大月市側にある杉の木で、笹子峠を通って合戦に赴く武士が必勝を祈願して、この杉の木に矢を射ったことが由来と言われている。根周りは14.8m、高さは約26mで、幹の中は空洞になっている。
源頼朝もここを通った際に矢を射たとも言われている。
江戸時代後期には甲州街道の名所として知られ、文化13年（1816年）の渋江長伯『官遊紀勝』や嘉永3年の（1850年）の黒川春村『並山日記』、江戸後期の『甲斐捨図紀行』、十返舎一九『金草鞋（かねのわらじ』などで描かれている。
文化14年（1817年）には浮世絵師の葛飾北斎の『北斎漫画 七編 甲州矢立の杉』において描いている。また、歌川広重（二代目）も『諸国名所百景 甲州矢立の杉』において矢立杉を描いている。現在では、この峠の名物でもある「笹子餅」にもこの絵が描かれている。
1960年（昭和35年）11月7日、山梨県指定天然記念物に指定された。近辺はハイキングコースとして整備されている。

## 笹子峠（旧甲州街道）ハイキングコース
東側（大月側）からは国道20号沿いの黒野田宿を経て、新田下バス停から本格的な峠の登りがはじまる。山道と山梨県道212号日影笹子線が何度か離合しながら矢立の杉を経て笹子隧道に至る。県道は隧道を抜けるが、旧街道はトンネル脇から山道に入り笹子峠に達する。峠では笹子雁ヶ腹擦山への登山道などが分岐している。甲府側に降りるとトンネル西側で大月市から甲州市に入る。県道から山道に入り、沢を数カ所渡ると、清水橋付近で県道に合流する。旧道は桃の木茶屋跡の辺りで笹子沢対岸に渡っていたが、現在は通行不可であり、徒歩の場合は県道で駒飼宿に至る。旧道を経て大和橋の甲府側で国道20号に合流する。

## 都市圏
笹子峠は都市圏の境でもある。西側の国中地方は中部地方との結びつきが強いのに対し、東側の郡内地方では関東地方との結びつきが強い。